# Job Kienhuis
Job Kienhuis (Denekamp, 7 november 1989) is een voormalig Nederlandse zwemmer en houder van de Nederlandse records op de 800 m en 1500 m vrije slag op zowel de langebaan als de kortebaan. Kienhuis wordt bij het Nationaal Zweminstituut Eindhoven getraind door voormalig wereldkampioen Marcel Wouda.

## Carrière
Kienhuis nam in 2007 deel aan de Europese Jeugdkampioenschappen in Antwerpen waar hij als zestiende eindigde op de 400 meter vrije slag en als twaalfde op de 1500 meter vrije slag. In 2008 won hij de 5 kilometer bij de Europese Jeugdkampioenschappen Openwaterzwemmen in het Franse Sète.
Tijdens de Swim Cup Eindhoven 2008 in december beleefde Kienhuis zijn doorbraak met het verbeteren van de Nederlandse records op de 800 en 1500 meter vrije slag op de langebaan die in handen waren van Sebastiaan Verschuren. Twee weken later tijdens de Open Nederlandse kampioenschappen kortebaanzwemmen 2008 in Amsterdam brak hij het Nederlands record op de 1500 meter vrije slag op de kortebaan dat in handen was van olympisch kampioen Maarten van der Weijden.
Bij de Amsterdam Swim Cup 2009 wist Kienhuis zich niet te plaatsen voor de wereldkampioenschappen zwemmen 2009, hij verbeterde wel zijn Nederlandse records op de 800 en de 1500 meter vrije slag. Een week later verbeterde hij bij een kwalificatiewedstrijd voor de Europese kampioenschappen kortebaanzwemmen 2009 zijn eigen Nederlandse record op de 1500 meter vrije slag (kortebaan). Op de Open Nederlandse kampioenschappen zwemmen 2009 in Eindhoven verbeterde Kienhuis opnieuw de Nederlandse records op de 800 en de 1500 meter vrije slag, op de 800 meter dook hij als eerste Nederlander onder de 8-minuten grens. Eind juli verbeterde hij in Sheffield nogmaals zijn nationale record op de 800 meter vrije slag. Tijdens de Swim Cup Eindhoven 2009 verbeterde Kienhuis het Nederlands record op de 1500 meter vrije slag, dankzij deze prestatie kwalificeerde hij zich voor de Europese kampioenschappen zwemmen 2010 in Boedapest. Twee weken later maakte hij op de Europese kampioenschappen kortebaanzwemmen in Istanboel zijn internationale debuut, op dit toernooi eindigde hij als negende op de 1500 meter vrije slag. Tijdens zijn race verbeterde hij zowel het Nederlands record op de 800 als de 1500 meter vrije slag.
Op de Europese kampioenschappen in Boedapest werd de Nederlander uitgeschakeld in de series van zowel de 800 als de 1500 meter vrije slag. Tijdens de Europese kampioenschappen kortebaanzwemmen 2010 in Eindhoven veroverde Kienhuis de bronzen medaille op de 1500 meter vrije slag, hiermee werd hij de eerste Nederlander die een medaille won op de 1500 meter vrije slag tijdens een internationaal toernooi, en eindigde hij als vierde op de 400 meter vrije slag.
In Shanghai nam de Nederlander deel aan de wereldkampioenschappen zwemmen 2011. Op dit toernooi strandde hij in de series van zowel de 800 als de 1500 meter vrije slag, op de 1500 meter vrije slag wist hij zich echter wel te nomineren voor de Olympische Zomerspelen 2012 in Londen. Op de Open Nederlandse kampioenschappen zwemmen in december 2011 in Eindhoven verbeterde Kienhuis zijn Nederlandse record tot 14.58,34, hiermee werd hij de eerste Nederlander onder de 15 minuten op de 1500 meter vrije slag in het 50 meter bad (langebaan). Op de Europese kampioenschappen kortebaanzwemmen 2011 in Szczecin eindigde hij als zesde op de 1500 meter vrije slag en als negende op de 400 meter vrije slag.
Na zijn actieve zwemcarrière is Job Kienhuis in de hi-tech industrie in Twente gaan werken als mechanisch ontwikkelaar.

## Resultaten

### Internationale toernooien
| Jaar | Olympische Spelen    | WK langebaan                             | WK kortebaan  | EK langebaan                             | EK kortebaan                           |
| ---- | -------------------- | ---------------------------------------- | ------------- | ---------------------------------------- | -------------------------------------- |
| 2009 |                      | geen deelname                            |               |                                          | 9e 1500m vrije slag                    |
| 2010 |                      |                                          | geen deelname | 12e 800m vrije slag 11e 1500m vrije slag | 4e 400m vrije slag · 1500m vrije slag  |
| 2011 |                      | 10e 800m vrije slag 10e 1500m vrije slag |               |                                          | 9e 400m vrije slag 6e 1500m vrije slag |
| 2012 | 11e 1500m vrije slag |                                          |               |                                          |                                        |

### Nederlandse kampioenschappen zwemmen
| Jaar | NK langebaan | NK kortebaan                                                                  |
| ---- | --- | ----------------------------------------------------------------------------- |
| 2005 | geen deelname | 12e 400m vrije slag 6e 1500m vrije slag                                       |
| 2006 | 79e 100m vrije slag 8e 200m vrije slag 9e 400m vrije slag 4e 800m vrije slag 9e 1500m vrije slag 20e 200m wisselslag | 5e 200m vrije slag · 400m vrije slag · 1500m vrije slag                       |
| 2007 | 5e 400m vrije slag · 800m vrije slag · 4e 1500m vrije slag                                                           | 28e 100m vrije slag 8e 200m vrije slag 6e 400m vrije slag 4e 1500m vrije slag |
| 2008 | 31e 100m vrije slag · 31e 200m vrije slag · 400m vrije slag · 800m vrije slag · 1500 m vrije slag ·                  | 7e 200m vrije slag · 400m vrije slag · 1500m vrije slag                       |
| 2009 | 400m vrije slag · 800m vrije slag · 1500m vrije slag                                                                 | 8e 200m vrije slag · 400m vrije slag · 1500m vrije slag                       |
| 2010 | geen deelname | 6e 200m vrije slag · 400m vrije slag · 1500m vrije slag                       |
| 2011 | 400m vrije slag · 800m vrije slag · 1500m vrije slag                                                                 | 1500m vrije slag                                                              |

## Persoonlijke records
Bijgewerkt tot en met 18 december 2011

### Kortebaan
| Afstand          | Tijd        | Datum            | Plaats          |
| ---------------- | ----------- | ---------------- | --------------- |
| 400m vrije slag  | 3.43,56     | 8 december 2011  | Szczecin        |
| 800m vrije slag  | NR 7.44,33  | 18 december 2011 | Sint-Petersburg |
| 1500m vrije slag | NR 14.30,14 | 18 december 2011 | Sint-Petersburg |

### Langebaan
| Afstand          | Tijd        | Datum           | Plaats    |
| ---------------- | ----------- | --------------- | --------- |
| 400m vrije slag  | 3.49,67     | 29 juli 2009    | Sheffield |
| 800m vrije slag  | NR 7.51,92  | 8 april 2011    | Eindhoven |
| 1500m vrije slag | NR 14.58,34 | 4 december 2011 | Eindhoven |